# Kiewit
Kiewit est un village situé au Nord de la ville d'Hasselt, chef-lieu de la Province de Limbourg en Belgique. Kiewit est administrativement rattaché à Hasselt.
À la fin de l'année 2007, la population recensée est de 4.094 habitants, répartis en deux hameaux: Kiewit et Kiewit-Heide.
Annuellement, la petite bourgade héberge un festival de musique renommé : le Pukkelpop. En 2011, cet événement fut arrêté peu après son lancement, et finalement annulé, en raison d'une tempête aussi soudaine que violente. Cinq personnes perdent la vie alors que plus de 140 blessés sont dénombrés.

## Histoire
Jusqu'au XXe siècle, la zone où se trouve l'actuel Kiewit est relativement peu peuplée et se compose presque exclusivement de champs et de pâturages. La zone s'étend de l'ancien site de Kuringen jusqu'aux limites des domaines d'Hasselt et Zonhoven. Kiewit, réclamée par la commune de Hasselt, devient une paroisse à part entière en 1927.

## Patrimoine
- Le domaine naturel de Kiewit, situé à l'est du centre du village, s'est constitué autour d'un vieux manoir. Contigu au Domaine provincial de Bokrijk ce « centre nature » s'étend sur plus de 10 ha. Doté de nombreuses pistes cyclables, l'endroit est aussi renommé pour les nombreuses promenades pédestres qu'il permet. Il possède aussi une ferme pour les enfants qui est un outil pédagogique de qualité.
- L'église Saint-Lambert date de 1935.
- L'aérodrome de Kiewit est le plus vieux de Belgique
- une borne-frontière (en néerlandais: paalsteen) portant le millésime «1666» indique l'ancienne séparation entre les territoires d'Hasselt, de Zonhoven et de Kuringen.

## Illustration

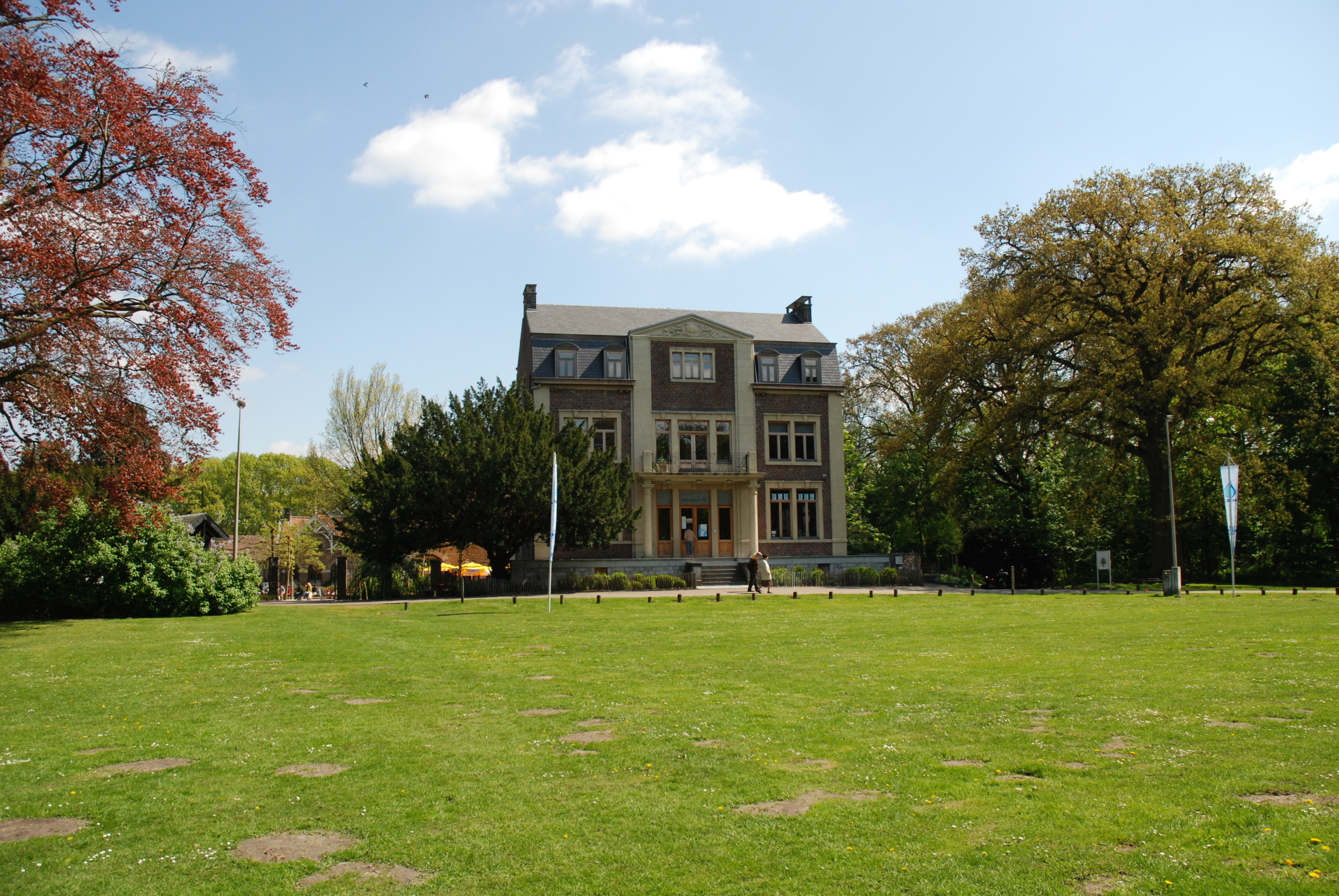
Manoir du Domaine naturel de Kiewit